# Bulevar Zorana Đinđića
Le Bulevar Zorana Đinđića (en serbe cyrillique : Булевар Зорана Ђинђића) est situé à Belgrade, la capitale de la Serbie, dans la municipalité urbaine de Novi Beograd.
Le nom du boulevard est un hommage à Zoran Đinđić, ancien président du gouvernement de la Serbie, assassiné le 12 mars 2003.

## Parcours
Le Bulevar Zorana Đinđića prend naissance au niveau de la rue Milentija Popovića et il s'oriente vers le nord-est. Il traverse les rues Antifašističke borbe et Španskih boraca, le Bulevar umetnosti (le « Boulevard des Arts ») puis la rue Omladinskih brigada. Suivant le même tracé vers le nord-ouest, il aboutit aux rues Studentska et Tošin bunar.
À proximité immédiate du boulevard se trouve un grand supermarché Mercator.

## Culture
Le Centre culturel des étudiants (Studentski kulturni centar ; en abrégé : FKC), situé au n° 152a, a été fondé en 1968 ; il a ouvert ses portes en 1971 et, dans les années 1980, il a joué un rôle important dans la diffusion de la nouvelle vague du rock yougoslave.
La Maison de la culture de Studentski grad (Dom kulture Studentski grad) est située au n° 179.

## Éducation
L'école élémentaire Duško Radović est installée dans des locaux situés au 112.
Sur le boulevard se trouvent plusieurs établissements d'enseignement supérieur, comme l'école supérieure de tourisme (Visoka turistička škola), située au n° 152a, créée en 1967, ou l'« école pour les nouvelles technologies Polytechnique » créée en 1971, qui se trouve elle aussi au 152a. L'Université Singidunum, située au 44, est spécialisée dans l'informatique et l'électronique.

## Économie
Le siège social de la Jubmes banka Beograd, l'une des principales banques de Serbie, est situé au 121.
Au n° 44 se trouve un supermarché Maxi.

## Médias
Le siège de la télévision B92 est situé dans la rue, au n° 64.

## Transport
La société de transport GSP Beograd dessert la rue par l'intermédiaire des lignes d'autobus 17 (Konjarnik – Zemun Gornji grad), 65 (Zvezdara II – Novo Bežanijsko groblje), 68 (Zeleni venac – Novi Beograd Blok 70) et 612 (Novi Beograd Pohorska – Kvantaška pijaca – Nova Galenika).